# Westmount–Saint-Georges
Westmount—Saint-Georges est un ancien district électoral provincial du Québec. 

## Liste des députés
| Législature                                                              | Années    | Député                | Député             | Parti   |
| ------------------------------------------------------------------------ | --------- | --------------------- | ------------------ | ------- |
| Westmount–Saint-Georges Créée depuis Westmount et Montréal—Saint-Georges |           |                       |                    |         |
| 21e                                                                      | 1939–1942 |                       | George Gordon Hyde | Libéral |
| 21e                                                                      | 1942–1944 | George Carlyle Marler |                    | Libéral |
| 22e                                                                      | 1944–1948 | George Carlyle Marler |                    | Libéral |
| 23e                                                                      | 1948–1952 | George Carlyle Marler |                    | Libéral |
| 24e                                                                      | 1952–1955 | George Carlyle Marler |                    | Libéral |
| 24e                                                                      | 1955–1956 | John Richard Hyde     |                    | Libéral |
| 25e                                                                      | 1956–1960 | John Richard Hyde     |                    | Libéral |
| 26e                                                                      | 1960–1962 | John Richard Hyde     |                    | Libéral |
| 27e                                                                      | 1962–1966 | John Richard Hyde     |                    | Libéral |
| Dissoute dans D'Arcy-McGee et Westmount                                  |           |                       |                    |         |